# فریدون صدیقی (روزنامه‌نگار)
فریدون صدیقی (زادهٔ ۱۳۲۸) روزنامه‌نگار ایرانی است. او ۲۶ سال در کیهان به عنوان خبرنگار، گزارشگر، دبیر گروه، عضو شورای سردبیری و عضو شورای تیتر مشغول به کار بود. صدیقی روزنامه‌نگاری تدریس می‌کند، نقد هنری و ادبی نوشته‌است و سینما و ادبیات را دنبال می‌کند.

## زندگی
فریدون صدیقی ۷ آذرِ ۱۳۲۸ در سنندج به دنیا آمد. وی در دی ۱۳۵۱ به عنوان داستان‌نویس برگزیده مجله تماشا انتخاب شد و به تحریریه روزنامه کیهان پیوست. صدیقی در شکل‌گیری ده‌ها روزنامه و مجله سهم و نقش ایفا کرده‌است، روزنامه‌نگاری تدریس می‌کند و نقد هنری و ادبی می‌نویسد. او داستان‌نویس و شاعر بود اما پس از کار روزنامه‌نگاری این دو حوزه را رها کرد.
صدیقی ۲۶ سال در کیهان به عنوان خبرنگار، گزارشگر، دبیر گروه، عضو شورای سردبیری و عضو شورای تیتر مشغول کار بود و پس از آن عضو شورای سردبیری روزنامه انتخاب در بدو تولد و تا پایان کار روزنامه بود. سپس سردبیر روزنامه هموطن‌سلام شد و پس از تعطیلی این روزنامه به عنوان معاون سردبیر به روزنامه همشهری پیوست.
صدیقی در زمینه ارتباط سینما و نمایش با روزنامه‌نگاری چند مقاله نوشت، ازجمله مقالات صدیقی می‌توان به مقاله بلند «مصاحبه؛ صحنه نمایش» که در فصلنامه رسانه منتشر شده‌است، اشاره کرد. گزارش‌ها، یادداشت‌ها، و نوشته‌های فریدون صدیقی به عنوان کارهای درسی در مراکز آموزشی تدریس می‌شود. گفت وگوی او با «صفر؛ مرده شور بهشت زهرا» از جمله کارهای ویژه وی است.
از کارهای او می‌توان به سردبیریِ هفته‌نامهٔ حوادث در سال ۱۳۷۰ اشاره کرد. صدیقی تجارب خود را در حوزه حوادث نویسی دنبال کرد، به طوری که تئوری‌های تازه‌ای را در کارکردهای تیترنویسی در حوادث به دانش روزنامه‌نگاری ایران اضافه کرد. او در یک مقاله بلندبا عنوان «قطعاتی برای پازل تیتر نویسی در مطبوعات ایران» تجارب خود در این زمینه را مکتوب کرده‌است.
صدیقی به همراه حسین قندی کارگاه‌های تخصصی در حوزهٔ روزنامه‌نگاری در شهرهای کشور راه اندازی کردند که در شکل‌گیری تحریریهٔ استان‌ها نقش داشت. صدیقی در سال‌های وقوع انقلاب در روزنامه کیهان گزارش ۲ رویداد انقلاب را برای این روزنامه به تحریر درآورده است؛ یکی واقعه میدان شهدا (ژاله سابق) و دیگری بازگشت سید روح‌الله خمینی در ۱۲ بهمن ۵۷.

## جوایز
- دریافت تندیس دومین جشنواره ادبی فروغ فرخزاد در سال ۱۳۵۶ به عنوان خوش‌آتیه‌ترین روزنامه‌نگار
- تندیس بهترین یادداشت‌نویس سومین جشنواره سراسری مطبوعات
- عنوان یکی از دوچهره میراث روزنامه‌نگاری از سوی سازمان میراث فرهنگی (در کنار مهدی فرقانی)
- تجلیل شده انجمن نویسندگان و خبرنگاران در سال ۸۷ به عنوان یکی از روزنامه‌نگاران برتر پیش‌کسوت
- احراز مقام داوری جشنواره‌های مختلف مطبوعات[۱۶]
- تندیس ویژه جشنواره هنر و رسانه به پاس بیش از چهار دهه حضور در عرصه روزنامه‌نگاری[۱۷]